# Weiterführende Schule
Weiterführende Schulen nennt man verschiedene Gruppen von Schulen:
- In Deutschland versteht man darunter Schulen, die nach der Grundschule (meist 1.–4. Schulstufe) in der Sekundarstufe besucht werden. Dazu gehören im gegliederten Schulsystem Gesamtschulen, Gymnasien, Hauptschulen bzw. Mittelschulen, Oberschulen und Realschulen.
- In Österreich nennt man die Schulen, die über die Schulpflicht (1.–9. Schulstufe) hinausgehen, weiterführend, also alle Schulen, die keine Pflichtschulen sind, in der Sekundarstufe II (Oberstufe) und einschließlich der AHS (bei der die ersten vier Jahre – die Unterstufe – Pflichtschule sind). Die weiterführenden Schulen werden in allgemeinbildende höhere Schulen (Gymnasien), berufsbildende höhere Schulen und berufsbildende mittlere Schulen (Fachschulen) unterschieden, erstere beide leiten auch zur Studienberechtigung (Matura).
 Keine weiterführenden Schulen sind die allgemein bildenden Pflichtschulen in der Primarstufe und Sekundarstufe I des deutschen Systems, also Volksschule bis 10 Jahre, Neue Mittelschule bis 14 Jahre (die die Hauptschule ersetzt), die einjährige berufsvorbereitende Polytechnische Schule (9. Schulstufe) und die Sonderschule (sowie einige Sonderformen), wie auch die berufsbildende Pflichtschule (Berufsschule) der Sekundarstufe II im Rahmen der dualen Berufsausbildung.
Dieselbe Unterscheidung nach der Schulpflicht gilt bei Statutschulen (Schulen mit irregulärem eigenem Lehrplan, etwa Alternativschulen, Schulen mit ausländischem Lehrplan, und einigen speziellen berufsbildenden Schulen).
- In der Schweiz ist es eine Bezeichnung für die Sekundarstufe II (ab der 8. Schulstufe).
- In Südtirol ist es eine Bezeichnung für die „Oberstufe“ bzw. Sekundarstufe II  (ab der 8. Schulstufe).